# Augusta (Wisconsin)
Augusta város az USA Wisconsin államában, Eau Claire megyében. Lakosainak száma 1567 fő (2020. április 1.).

## Népesség
A település népességének változása:

| 2010 | 1 550 |
| 2020 | 1 567 |